# 芝兰口香糖

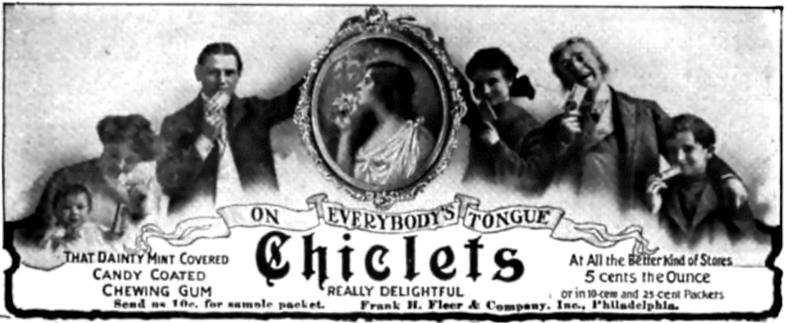
1905年的芝兰口香糖广告

芝兰（Chiclets）口香糖是吉百利阿当斯（亦译：吉百利亚当斯，Cadbury Adams）生产的一种口香糖，它以彩色糖衣包裹的长方枕形造型而广为人知。

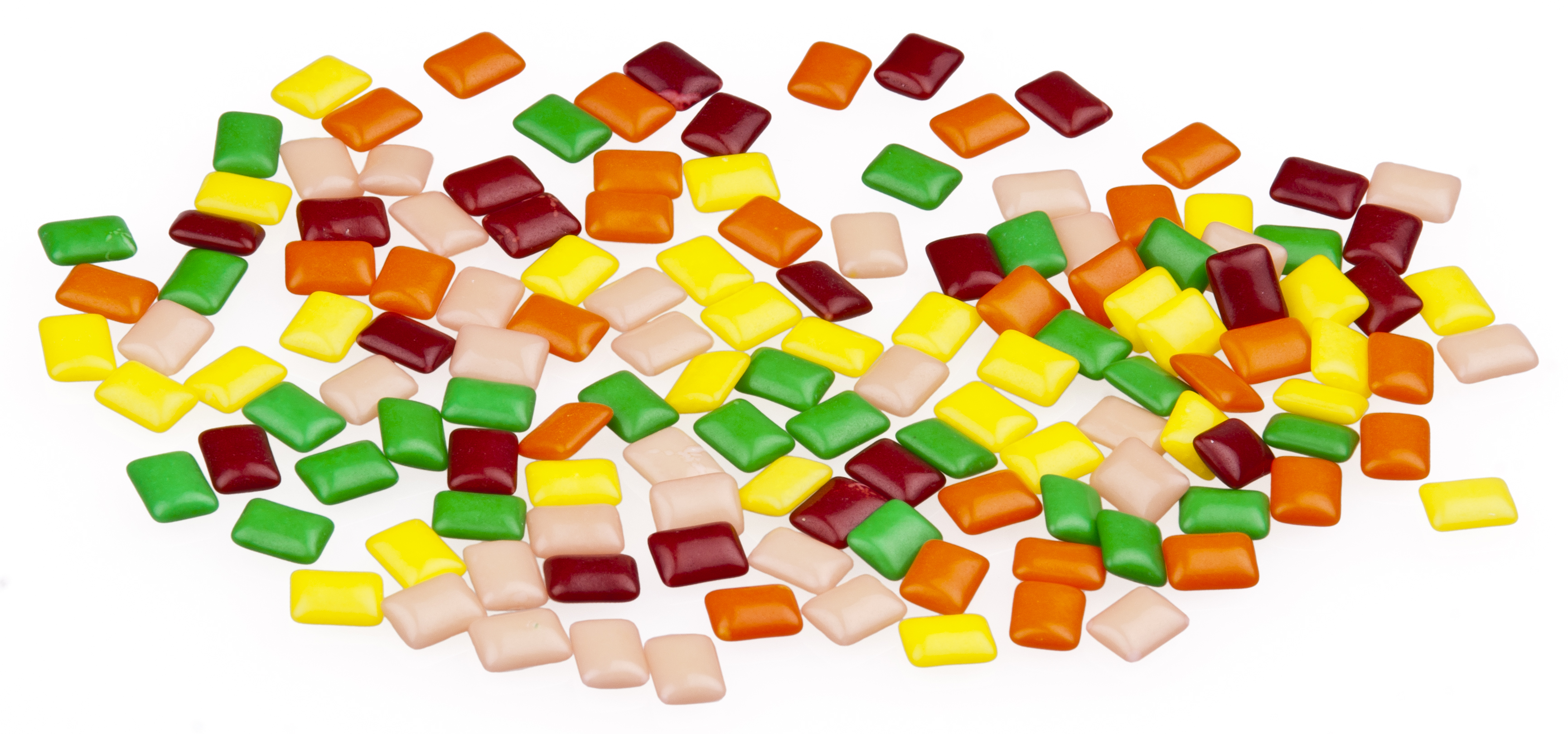
各种颜色的芝兰口香糖

芝兰口香糖始创于1899年，早年由美国糖胶公司（American Chicle Company）生产，由于多次被併購和分售，现在属于卡夫食品集团的吉百利阿当斯旗下。最初仅有薄荷一种口味，但是很快就适应市场推出了水果、肉桂等不同口味的产品。除了传统的口香糖外，在南美和泰国市场，吉百利阿当斯还以同样的品牌生产销售泡泡糖等产品。
Chiclets的英文名衍生自口香糖的主要成分糖胶的英语单词Chicle，它源于納瓦特爾語的tziktli/ˈtsiktɬi/（粘的东西）。芝兰口香糖的中译商标“芝兰”注册于华纳兰茂时期，通过谐音取其高洁芬芳之意。

## 流行文化

订阅RSS的按钮是常见的Chiclet按钮

口香糖本身就是美国流行文化的一部份，Chiclets和Chiclet在流行文化中也常被应用：
- 白色糖衣的方枕形口香糖可以让人联想到洁白整齐的牙齿，因此俚语中“Give somebody a mouth full of chiclets”意味着打得某人满地找牙。
- 电影版的《淘气阿丹》（Dennis the Menace）里，阿丹在弄坏威尔森先生的假牙后试图用口香糖来代替假牙。
- Chiclets也被用来指代一些带有圆弧边角的长方形或枕形物品，如计算器常见的橡胶按键、Lotus Notes用户界面上的按钮、一些网络图标等。
- 中華職棒创建伊始，芝兰口香糖还曾经以随包装赠送职棒球星棒球卡的形式进行促销。
- 巧克力键盘（Chiclet keyboard，也称“孤岛式键盘”）因为按键的形状与口香糖相似而得名。